# Enterbroek
Enterbroek (Nedersaksisch: Eanterbrook) is een buurtschap, gelegen ten oosten van het dorp Enter in de regio Twente van de provincie Overijssel. Het gebied maakt deel uit van de gemeente Wierden wordt globaal begrensd door het dorp Enter, de buurtschap Ypelo, het Twentekanaal en de snelweg A1. Het telde op 1 januari 2010 475 inwoners.
De buurtschap wordt doorkruist door de Bornerbroekseweg, die daarmee de belangrijkste verkeersader vormt.
De buurtschap heeft primair een agrarisch karakter en kent met name veel melkveehouderijen, naast een toenemend aantal niet-agrarische bewoners. Door de plaatselijke bevolking wordt naast Nederlands het Twentse (Nedersaksische) dialect (specifiek de Enterse variant) veel gesproken. Vanuit toeristisch oogpunt is Enterbroek met name aantrekkelijk vanwege de aanwezige rust en natuur.
Hoofdplaats: Wierden      Dorp: Enter

Buurtschappen: Enterbroek · Hoge Hexel · Huurne · De Kolonie · Het Loo · Notter · Rectum · IJpelo · Zuna

Overijssel · Steden en dorpen in Overijssel      Nederland · Provincies · Gemeenten